# Karang Anyar (Plupuh)
Karang Anyar is een bestuurslaag in het regentschap Sragen van de provincie Midden-Java, Indonesië. Karang Anyar telt 2016 inwoners (volkstelling 2010).